# Football Club Internazionale 1948-1949
Questa voce raccoglie le informazioni riguardanti il Football Club Internazionale nelle competizioni ufficiali della stagione 1948-1949.

## Stagione
(Articolo pubblicato dal Corriere della Sera il 5 novembre 1948 e relativo a Juventus-Inter del giorno precedente, terminata col primo successo nerazzurro a Torino dal 19 marzo 1930.)
A rimpolpare le file nerazzurre durante l'estate 1948 giunsero il mediano Bearzot, l'ala Armano, le punte Amadei e Nyers: capocannoniere del torneo con 26 marcature, l'apolide si fece conoscere dal pubblico realizzando una tripletta alla Sampdoria nella domenica d'esordio.
L'ex romanista firmò da par suo un gol decisivo sul terreno della Juventus, imbattuta a domicilio contro i lombardi dal 21 giugno 1931: nota dolente la successiva trasferta nel capoluogo piemontese, con il Torino campione d'Italia a sconfiggere sonoramente gli uomini di Astley precipitandoli a 4 punti dalla vetta. Il tecnico britannico lasciò quindi spazio a Giulio Cappelli, sedutosi in panchina per la prima volta durante il derby milanese del 6 febbraio 1949: all'incontro assisteva dagli spalti il poeta Vittorio Sereni, rimasto «scioccato» dal punteggio di 4-4 tanto da prendere a disertare in seguito le sfide contro i rossoneri.
Il sabaudo Muccinelli fermò inoltre la Beneamata sul pari, complicando ancor di più l'inseguimento ai granata: questi ipotecarono il titolo uscendo indenni da San Siro il 30 aprile 1949, prima della tragica fine occorsa alla squadra nel pomeriggio del 4 maggio.
Pur con qualche lieve rimostranza connessa al piano sportivo — dacché l'aritmetica non aveva ancora fornito responso sull'esito del campionato — la società di Masseroni ne appoggiò altre circa la decisione d'insignire Valentino Mazzola e soci del tricolore, indipendentemente dalle restanti gare: a dividere i meneghini dal Grande Torino furono 5 lunghezze in classifica, per un comunque lusinghiero piazzamento.

## Organigramma societario
Area direttiva
- Presidente: Carlo Masseroni
- Consigliere: Giuseppe Prisco
- Consigliere: Amerigo Brizzolara
- Soci: Ivanoe Fraizzoli e Renata Prada

Area tecnica
- Allenatore: David John Astley
- Direttore tecnico: Giulio Cappelli[1]

Area sanitaria
- Massaggiatore: Bartolomeo Della Casa

## Rosa
| N. |                   | Ruolo | Calciatore         |
| -- | ----------------- | ----- | ------------------ |
|    | Italia (bandiera) | P     | Angelo Franzosi    |
|    | Italia (bandiera) | P     | Giuseppe Albani    |
|    | Italia (bandiera) | D     | Franco Pian        |
|    | Italia (bandiera) | D     | Ubaldo Passalacqua |
|    | Italia (bandiera) | D     | Luciano Gariboldi  |
|    | Italia (bandiera) | D     | Attilio Giovannini |
|    | Italia (bandiera) | D     | Tristano Pangaro   |
|    | Italia (bandiera) | C     | Aldo Campatelli    |
|    | Italia (bandiera) | C     | Osvaldo Fattori    |
|    | Italia (bandiera) | C     | Camillo Achilli    |
|    | Italia (bandiera) | C     | Enzo Bearzot       |

| N. |                     | Ruolo | Calciatore        |
| -- | ------------------- | ----- | ----------------- |
|    | Italia (bandiera)   | C     | Gustavo Fiorini   |
|    | Italia (bandiera)   | C     | Raffaele Guaita   |
|    | Italia (bandiera)   | C     | Antonio Bacchetti |
|    | Romania (bandiera)  | C     | Nicolae Simatoc   |
|    | Italia (bandiera)   | A     | Benito Lorenzi    |
|    | Italia (bandiera)   | A     | Gino Armano       |
|    | Ungheria (bandiera) | A     | István Nyers      |
|    | Italia (bandiera)   | A     | Amedeo Amadei     |
|    | Italia (bandiera)   | A     | Roberto Lerici    |
|    | Ungheria (bandiera) | A     | Eugen Wellish     |

## Risultati

### Serie A

#### Girone di andata
| Arbitro: | Canavesio (Torino) |

|                                 |           |                    |
| Nyers 39’, 55’, 77’ Lorenzi 70’ | Marcatori | 28’, 42’ Lucentini |

| Arbitro: | Agnolin (Bassano del Grappa) |

|                                                                     |           |  |
| Della Frera 60’ (aut.) Nyers 63’ (rig.) Amadei 67’ Lorenzi 75’, 89’ | Marcatori |  |

| Arbitro: | Silvano (Torino) |

|                        |           |                      |
| Penzo 5’ Remondini 20’ | Marcatori | 14’ Amadei 41’ Nyers |

| Milano 10 ottobre 1948 4ª giornata | Inter            | 0 – 0 | Palermo | Stadio San Siro\| Arbitro: \| Tassini (Verona) \| |
| Arbitro:                           | Tassini (Verona) |       |         |                                                   |

| Arbitro: | Gemini (Roma) |

|  |           |                       |
|  | Marcatori | 35’ Nyers 59’ Lorenzi |

| Arbitro: | Bernardi (Bologna) |

|                                                            |           |            |
| Verrina 64’ Dalla Torre 70’ Pellicari 72’ (rig.) Mazza 81’ | Marcatori | 21’ Armano |

| Arbitro: | Guarda (Mestre) |

|                                                                      |           |              |
| Lorenzi 11’ Amadei 26’, 32’, 55’, 64’ Nyers 38’, 69’ Armano 62’, 73’ | Marcatori | 60’ Canonico |

| Arbitro: | Agnolin (Bassano del Grappa) |

|  |           |            |
|  | Marcatori | 67’ Amadei |

| Arbitro: | Coppolone (Bari) |

|                              |           |  |
| Nyers 29’ (rig.) Fattori 75’ | Marcatori |  |

| Arbitro: | Gemini (Roma) |

|                |           |             |
| Turconi II 76’ | Marcatori | 48’ Lorenzi |

| Arbitro: | Zambotto (Padova) |

|                               |           |               |
| Amadei 1’ Armano 5’ Nyers 13’ | Marcatori | 54’ Stradella |

| Arbitro: | Agnolin (Bassano del Grappa) |

|             |           |  |
| Pesaola 40’ | Marcatori |  |

| Arbitro: | Dattilo (Roma) |

|                             |           |                     |
| Nyers 39’ (rig.) Amadei 46’ | Marcatori | 22’ Mike 31’ Gritti |

| Arbitro: | Galeati (Bologna) |

|                                          |           |  |
| Nay 20’ (aut.) Amadei 47’, 72’ Nyers 53’ | Marcatori |  |

| Arbitro: | Orlandini (Roma) |

|                                         |           |                               |
| Mazzola 3’ Menti II 42’, 72’ Ossola 53’ | Marcatori | 52’ Armano 66’ (rig.) Nyers I |

| Arbitro: | Pera (Firenze) |

|             |           |                      |
| Gremese 49’ | Marcatori | 26’ Lerici 34’ Nyers |

| Arbitro: | Pera (Firenze) |

|             |           |           |
| Fiorini 26’ | Marcatori | 32’ Fiore |

| Arbitro: | Tassini (Verona) |

|                    |           |  |
| Begni 1’ Pison 41’ | Marcatori |  |

| Arbitro: | Galeati (Bologna) |

|                                                                  |           |                |
| Fiorini 10’, 23’ Nyers 31’ (rig.) 81’ Amadei 77’, 89’ Armano 68’ | Marcatori | 13’ Pandolfini |

#### Girone di ritorno
| Arbitro: | Gamba (Pozzuoli) |

|  |           |                                      |
|  | Marcatori | 62’, 82’ Amadei 79’ Nyers 88’ Armano |

| Arbitro: | Agnolin (Bassano del Grappa) |

|                 |           |                |
| Ferraris II 70’ | Marcatori | 51’ Campatelli |

| Arbitro: | Longagnani (Modena) |

|            |           |  |
| Fiorini 7’ | Marcatori |  |

| Arbitro: | Cambi (Livorno) |

|                        |           |            |
| Pavesi 20’ Marzani 68’ | Marcatori | 17’ Armano |

| Arbitro: | Dattilo (Roma) |

|                                               |           |                                         |
| Gratton 27’ (aut.) Nyers 33’, 71’ Lorenzi 66’ | Marcatori | 2’ Annovazzi 34’ Sloan 43’, 52’ Nordahl |

| Arbitro: | Bernardi (Bologna) |

|                      |           |           |
| Amadei 32’ Nyers 69’ | Marcatori | 21’ Odone |

| Arbitro: | Bellè (Venezia) |

|              |           |                 |
| Canonico 85’ | Marcatori | 57’, 59’ Amadei |

| Arbitro: | Galeati (Bologna) |

|            |           |                |
| Amadei 10’ | Marcatori | 76’ Muccinelli |

| Arbitro: | Gemini (Roma) |

|                          |           |                            |
| Giovetti 40’ Pernigo 72’ | Marcatori | 15’, 29’ Nyers 34’ Lorenzi |

| Arbitro: | Agnolin (Bassano del Grappa) |

|                  |           |           |
| Lorenzi 23’, 71’ | Marcatori | 37’ Borra |

| Arbitro: | Bertolio (Torino) |

|  |           |                        |
|  | Marcatori | 16’ Lorenzi 74’ Armano |

| Arbitro: | Scotto (Savona) |

|             |           |  |
| Achilli 84’ | Marcatori |  |

| Arbitro: | Pieri (Trieste) |

|          |           |                                          |
| Mike 34’ | Marcatori | 14’ Amadei 49’ (aut.) Ballacci 77’ Nyers |

| Lucca 24 aprile 1949 33ª giornata | Lucchese       | 0 – 0 | Inter | Stadio Porta Elisa\| Arbitro: \| Gamba (Napoli) \| |
| Arbitro:                          | Gamba (Napoli) |       |       |                                                    |

| Milano 30 aprile 1949, ore 16:00 UTC+1 34ª giornata | Inter         | 0 – 0 | Torino | Stadio San Siro (37 000 spett.)\| Arbitro: \| Gemini (Roma) \| |
| Arbitro:                                            | Gemini (Roma) |       |        |                                                                |

| Arbitro: | Galeati (Bologna) |

|                                        |           |  |
| Lorenzi 35’ Amadei 77’, 88’ Armano 80’ | Marcatori |  |

| Arbitro: | Orlandini (Roma) |

|                |           |                                 |
| Checchetti 56’ | Marcatori | 3’ Lorenzi 16’ (rig.) 88’ Nyers |

| Arbitro: | Silvano (Torino) |

|             |           |            |
| Lorenzi 48’ | Marcatori | 45’ Ispiro |

| Arbitro: | Galeati (Bologna) |

|  |           |                          |
|  | Marcatori | 10’ Nyers 40’ Campatelli |

## Statistiche
Statistiche aggiornate al 5 giugno 1949.

### Statistiche di squadra
| Competizione | Punti | In casa | In casa | In casa | In casa | In casa | In casa | In trasferta | In trasferta | In trasferta | In trasferta | In trasferta | In trasferta | Totale | Totale | Totale | Totale | Totale | Totale | DR |
| Competizione | Punti | G       | V       | N       | P       | Gf      | Gs      | G            | V            | N            | P            | Gf           | Gs           | G      | V      | N      | P      | Gf     | Gs     | DR |
| ------------ | ----- | ------- | ------- | ------- | ------- | ------- | ------- | ------------ | ------------ | ------------ | ------------ | ------------ | ------------ | ------ | ------ | ------ | ------ | ------ | ------ | -- |
| Serie A      | 55    | 19      | 12      | 7       | 0       | 53      | 16      | 19           | 10           | 4            | 5            | 32           | 23           | 38     | 22     | 11     | 5      | 85     | 39     | 46 |

### Statistiche dei giocatori
| Giocatore      | Serie A  | Serie A |
| Giocatore      | Presenze | Reti    |
| -------------- | -------- | ------- |
| C. Achilli     | 35       | 1       |
| G. Albani      | 11       | −13     |
| A. Amadei      | 38       | 22      |
| G. Armano      | 33       | 10      |
| A. Bacchetti   | 4        | 0       |
| E. Bearzot     | 4        | 0       |
| A. Campatelli  | 29       | 2       |
| O. Fattori     | 36       | 1       |
| G. Fiorini     | 11       | 4       |
| A. Franzosi    | 27       | −26     |
| L. Gariboldi   | 25       | 0       |
| A. Giovannini  | 32       | 0       |
| R. Guaita      | 16       | 0       |
| R. Lerici      | 5        | 1       |
| B. Lorenzi     | 30       | 14      |
| I. Nyers       | 36       | 26      |
| T. Pangaro     | 13       | 0       |
| U. Passalacqua | 2        | 0       |
| F. Pian        | 21       | 0       |
| N. Simatoc     | 10       | 0       |
| E. Wellish     | 0        | 0       |